# Torneo de Ruan 2024
El Open de Rouen 2024 fue un torneo de tenis profesional jugado en canchas de dura bajo techo. Se trató de la 3.ª edición del torneo que formó parte de los Torneos WTA 125s en 2024. Se llevó a cabo en Ruan, Francia, entre el 15 de abril al 21 de abril de 2024.

## Cabezas de serie

### Individuales
| Tenista                  | Ranking | Preclasificada |
| Anastasia Pavlyuchenkova | 22      | 1              |
| Caroline Garcia          | 23      | 2              |
| Anhelina Kalinina        | 32      | 3              |
| Yue Yuan                 | 38      | 4              |
| Mirra Andreeva           | 39      | 5              |
| Sloane Stephens          | 40      | 6              |
| Clara Burel              | 44      | 7              |
| Anna Blinkova            | 45      | 8              |

- Ranking del 8 de abril de 2024.

### Dobles
| Tenista                               | Ranking | Preclasificada |
| Miyu Kato Monica Niculescu            | 76      | 1              |
| Tímea Babos Irina Khromacheva         | 125     | 2              |
| Angelica Moratelli Camilla Rosatello  | 149     | 3              |
| Lidziya Marozava Kimberley Zimmermann | 154     | 4              |

## Campeonas

### Individuales femeninos
Sloane Stephens venció a  Magda Linette por 6-1, 2-6, 6-2

### Dobles femenino
Tímea Babos /  Irina Khromacheva vencieron a  Naiktha Bains /  Maia Lumsden por 6-3, 6-4